# Vendrest
Vendrest je francouzská obec v departementu Seine-et-Marne v regionu Île-de-France. V roce 2011 zde žilo 718 obyvatel.

## Sousední obce
Cocherel, Coulombs-en-Valois, Crouy-sur-Ourcq, Dhuisy, Ocquerre

## Vývoj počtu obyvatel
Počet obyvatel 